# Selecció de futbol de l'Iraq
La Selecció de futbol d'Iraq és l'equip representatiu del país a les competicions oficials. La seva organització està a càrrec de l'Associació Iraquiana de Futbol, que pertany a la AFC.

## Resultats a la Copa del Món
Campions      Finalistes      Tercers      Quarts
| Historial a la Copa del Món | Historial a la Copa del Món | Historial a la Copa del Món | Historial a la Copa del Món | Historial a la Copa del Món | Historial a la Copa del Món | Historial a la Copa del Món | Historial a la Copa del Món | Historial a la Copa del Món |
| Edició                      | Ronda                       | Posició                     | PJ                          | PG                          | PE                          | PP                          | GF                          | GC                          |
| --------------------------- | --------------------------- | --------------------------- | --------------------------- | --------------------------- | --------------------------- | --------------------------- | --------------------------- | --------------------------- |
| 1930                        | No hi participà             | No hi participà             | No hi participà             | No hi participà             | No hi participà             | No hi participà             | No hi participà             | No hi participà             |
| 1934                        | No hi participà             | No hi participà             | No hi participà             | No hi participà             | No hi participà             | No hi participà             | No hi participà             | No hi participà             |
| 1938                        | No hi participà             | No hi participà             | No hi participà             | No hi participà             | No hi participà             | No hi participà             | No hi participà             | No hi participà             |
| 1950                        | No hi participà             | No hi participà             | No hi participà             | No hi participà             | No hi participà             | No hi participà             | No hi participà             | No hi participà             |
| 1954                        | No hi participà             | No hi participà             | No hi participà             | No hi participà             | No hi participà             | No hi participà             | No hi participà             | No hi participà             |
| 1958                        | No hi participà             | No hi participà             | No hi participà             | No hi participà             | No hi participà             | No hi participà             | No hi participà             | No hi participà             |
| 1962                        | No hi participà             | No hi participà             | No hi participà             | No hi participà             | No hi participà             | No hi participà             | No hi participà             | No hi participà             |
| 1966                        | No hi participà             | No hi participà             | No hi participà             | No hi participà             | No hi participà             | No hi participà             | No hi participà             | No hi participà             |
| 1970                        | No hi participà             | No hi participà             | No hi participà             | No hi participà             | No hi participà             | No hi participà             | No hi participà             | No hi participà             |
| 1974                        | No es classificà            | No es classificà            | No es classificà            | No es classificà            | No es classificà            | No es classificà            | No es classificà            | No es classificà            |
| 1978                        | No hi participà             | No hi participà             | No hi participà             | No hi participà             | No hi participà             | No hi participà             | No hi participà             | No hi participà             |
| 1982                        | No es classificà            | No es classificà            | No es classificà            | No es classificà            | No es classificà            | No es classificà            | No es classificà            | No es classificà            |
| 1986                        | Primera fase                | 23s                         | 3                           | 0                           | 0                           | 3                           | 1                           | 4                           |
| 1990                        | No es classificà            | No es classificà            | No es classificà            | No es classificà            | No es classificà            | No es classificà            | No es classificà            | No es classificà            |
| 1994                        | No es classificà            | No es classificà            | No es classificà            | No es classificà            | No es classificà            | No es classificà            | No es classificà            | No es classificà            |
| 1998                        | No es classificà            | No es classificà            | No es classificà            | No es classificà            | No es classificà            | No es classificà            | No es classificà            | No es classificà            |
| 2002                        | No es classificà            | No es classificà            | No es classificà            | No es classificà            | No es classificà            | No es classificà            | No es classificà            | No es classificà            |
| 2006                        | No es classificà            | No es classificà            | No es classificà            | No es classificà            | No es classificà            | No es classificà            | No es classificà            | No es classificà            |
| 2010                        | No es classificà            | No es classificà            | No es classificà            | No es classificà            | No es classificà            | No es classificà            | No es classificà            | No es classificà            |
| 2014                        | No es classificà            | No es classificà            | No es classificà            | No es classificà            | No es classificà            | No es classificà            | No es classificà            | No es classificà            |
| 2018                        | No es classificà            | No es classificà            | No es classificà            | No es classificà            | No es classificà            | No es classificà            | No es classificà            | No es classificà            |
| 2022                        | No es classificà            | No es classificà            | No es classificà            | No es classificà            | No es classificà            | No es classificà            | No es classificà            | No es classificà            |
| 2026                        | Pendent                     | Pendent                     | Pendent                     | Pendent                     | Pendent                     | Pendent                     | Pendent                     | Pendent                     |
| 2030                        | Pendent                     | Pendent                     | Pendent                     | Pendent                     | Pendent                     | Pendent                     | Pendent                     | Pendent                     |
| 2034                        | Pendent                     | Pendent                     | Pendent                     | Pendent                     | Pendent                     | Pendent                     | Pendent                     | Pendent                     |
| Total                       | Primera fase                | Primera fase                | 3                           | 0                           | 0                           | 3                           | 1                           | 4                           |

### Mèxic 1986

#### Primera fase: Grup B
| Pos | Equip     | PJ | PG | PE | PP | GF | GC | DG | Pts | Classificació                      |
| --- | --------- | -- | -- | -- | -- | -- | -- | -- | --- | ---------------------------------- |
| 1   | Mèxic (H) | 3  | 2  | 1  | 0  | 4  | 2  | +2 | 5   | Avança a la fase final             |
| 2   | Paraguai  | 3  | 1  | 2  | 0  | 4  | 3  | +1 | 4   | Avança a la fase final             |
| 3   | Bèlgica   | 3  | 1  | 1  | 1  | 5  | 5  | 0  | 3   | Opta a una plaça per la fase final |
| 4   | Iraq      | 3  | 0  | 0  | 3  | 1  | 4  | −3 | 0   |                                    |

| Paraguai   | 1–0     | Iraq |
| ---------- | ------- | ---- |
| Romero 35' | Informe |      |

| Iraq      | 1–2     | Bèlgica                      |
| --------- | ------- | ---------------------------- |
| Radhi 59' | Informe | Scifo 16' · Claesen 21' (p.) |

| Iraq | 0–1     | Mèxic        |
| ---- | ------- | ------------ |
|      | Informe | Quirarte 54' |

## Resultats a la Copa d'Àsia
- 1956 a 1968 - No hi participà
- 1972 - Primera fase
- 1976 - 4a posició
- 1980 a 1992 - No hi participà
- 1996 - Quarts de final
- 2000 - Quarts de final
- 2004 - Quarts de final
- 2007 - Campió
- 2011 - Quarts de final
- 2015 - No es classificà